# 臺北市中正區螢橋國民小學
25°01′32″N 121°30′53″E / 25.025432°N 121.514584°E
臺北市中正區螢橋國民小學是位於臺灣臺北市中正區的一所公立國民小學，是一個雙語實驗小學，臺北市史代納實驗教育機構也在同一個校園內。

## 組織架構
- 校長室: 綜理督導校務。
- 教務處: 負責課程發展、課程計畫、教師教學及職務、閱讀推廣、入學及轉學、課後活動、補救教學、教師專業進修成長研習、資訊教育推廣、國際教育及其有關事項。
- 學務處: 負責生活教育、安全教育、適性教育、體育教育、環境教育、健康保健等及其有關事項。
- 總務處:負責環境美化綠化、營繕工程及採購、災害預防搶救及善後處理、年度預算計畫執行、防火防災演習、門禁管理及安全防護、協助各處室慶典活動、規劃及監督校舍建築及整修事項、調配辦公廳所教室、公文及檔案管理及其有關事項。
- 輔導室: 負責學生個案諮商與輔導、親職教育、生命教育、家庭教育、多元文化教育特殊教育、家庭暴力防治及性別平等教育、協助家長會推動會務及其有關事項。
- 會計室: 依法辦理歲計、會計及統計等事項。
- 人事室: 依法辦理人事管理事項。
- 幼兒園:負責幼兒教學及保育相關業務。

## 沿革
1943年3月31日，以日籍學生為主的「川端國民學校」設立，地址為臺北市川端町71番地。二戰後1946年2月改為「螢橋國民學校」，校名取自此地區昔日的一座橋樑「螢橋」。1968年9月，因實施九年國民教育而改為「螢橋國民小學」。2010年11月2日，部份校舍（詔安街大門）改建完畢並啟用。

## 知名校友

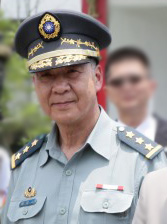
邱國正

- 邱國正：退役中華民國陸軍二級上將，曾任陸軍司令、參謀總長、退輔會主委、國家安全局局長，現任國防部長。[來源請求]

## 周邊設施
- 中正橋
- 自強市場(已拆除)
- 中正河濱公園
- 古亭國中
- 青年公園

## 社會事件

### 螢橋國小潑酸事件
1984年3月30日下午，蔡心讓持裝滿硫酸的油漆罐朝二年一班的教室潑灑。嫌犯犯案後當眾持預藏的尖刀朝腹部猛刺，送醫不治。最終造成43名學生受傷，1名學生失明。

## 外部連結
- 臺北市中正區螢橋國民小學 （页面存档备份，存于）
- 臺北市螢橋國民小學的Facebook專頁